# Рай чудовиськ
«Рай чудовиськ» — кінофільм режисера Естеля Ларріваса, що вийшов на екрани в 2012 році.

## Зміст
Домінік є справжнім тираном у сім'ї. Так само він завідує успішним зоомагазином «Рай звірів». Ситуація в сім'ї сильно розжарюється, і герой, прихопивши дітей, їде від дружини на закордонний зимовий курорт. Там він намагається налагодити контакт зі своїми нащадками, але бути може пропасть між ними вже стала нездоланною?

## Ролі
| Актор              | Роль |
| ------------------ | ---- |
| Стефано Кассетті   | -    |
| Жеральдін Пайя     | -    |
| Мюріель Робен      | -    |
| Клінберг Валентайн | -    |
| Леон Браше         | -    |
| Joshua Groléas     | -    |
| Норберт Феррер     | -    |
| Ненсі Тейт         | -    |
| Фридерик Епо       | -    |
| Бернард Ніссіле    | -    |

## Знімальна група
- Режисер — Естель Ларрівас
- Сценарист — Guillaume Daporta, Естель Ларрівас
- Продюсер — Матьє Бомпуан, Laziz Belkai, Клер Трінке
- Композитор — Грег корсари